# Alektys indyjski
Alektys indyjski (Alectis indica) – gatunek ryby z rodziny ostrobokowatych. Dorasta do 165 cm długości i 25 kg wagi.

## Występowanie i środowisko
Alektys indyjski zamieszkuje tropikalne regiony Oceanu Indyjskiego i Zachodniego Pacyfiku, począwszy od Madagaskaru, wschodniej Afryki i Morza Czerwonego aż po Indie, Chiny, południowo-wschodnią Azję, północną Japonię i południową Indonezję oraz północną Australię. Najdalej na wschód odnotowano osobnika wyłowionego z Polinezji Francuskiej na Pacyfiku.
Gatunek ten zwykle zamieszkuje wody przybrzeżne od głębokości 20 m do 100 m, choć młode osobniki mogą być pelagiczne, pływając z prądami oceanicznymi. W niektórych latach prądy niosą młode osobniki aż do Sydney w Australii, gdzie latem zamieszkują ujścia rzek, po czym giną w czasie mroźnej zimy. Alektys indyjski przejawia podobny wzorzec w wodach australijskich. Młode osobniki są również znane z zamieszkiwania ujść rzek w innych regionach (w tym w Afryce Południowej), a także skupisk trawy morskiej. Dorosłe osobniki zazwyczaj zamieszkują obszary rafy poniżej 20 m.